# Теја Грегорин
Теја Грегорин (словен. Teja Gregorin; Љубљана 29. јун 1980) је словеначка биатлонка.
Живи и тренира у Ихану Општина Домжале. Тренер јој је Томаж Кос, а чланица је СД Ника Ихан.
До 2002. Тања Грегорин се бавила скијашким трчањем, када је као најмлађа репрезентативка Словеније учествовала на Зимским олимпијским играма 2002. Такмичила се у три дисциплине скијашког трчања: спринт (34 место), потера (41) и као чланица штафета 4 х 5 км (9 место).
Исте године мења спорт и прелази на биатлон. У сезони 2003/04. дебитовала је у Светском купу и завршила на 70 месту са освојених 7 бодова.
Следеће сезоне имала је једно треће и два четврта да би у укупном пласману заузела 41 место.
На олимпијским играма у Торину 2006, учествовала је у свих пет биатлонских и пласирала се између 14 и 19. места. У спринту је делила 14. место, потери 16, масовни старт 19, појединачно 18, а са штафетом је била шеста.
Најбољи резултат у каријери до данас постигла је на Светско првенству 2009. Пјонгчангу када је у дисциплини 15 км појединачно стигла друга.
Следеће године на Олимпијским играма у Ванкуверу 2010.поново учествује у свих пет дисциплина. У дисциплини 15. км појединачно била је 36, спринту и потери 9, масовни старт 5 и са штафетом Словеније 8.
Успех из 2009. поновила је и на Светском првенству 2012. у Руполдингу освојивши сребрну медаљу у дисциплини мешовита штафета.
Највећи успех у својој каријери постигла је на Олимпијским играма у Сочију када је освојила бронзану медаљу у потери, а у масовном старту је заузела пето место. Ово је била прва медаља за словеначки биатлон на Олимпијским играма.

## Резултати са великих такмичења

#### Пласмани на Светским првенствима по сезонама
| Година | Појединачно | Спринт | Потера | Масовни старт | Штафета | Меш. штафета |
| ------ | ----------- | ------ | ------ | ------------- | ------- | ------------ |
| 2004.  | 51          | 67     | -      | -             | 10      |              |
| 2005.  | 18          | НС     | -      | -             | 7       | -            |
| 2006.  | -           | -      | -      | -             | -       | 5            |
| 2007.  | 13          | 11     | 7      | 15            | 4       | 4            |
| 2008.  | 6           | 32     | 31     | 14            | 12      | 9            |
| 2009.  | 2           | 64     | -      | 13            | 15      | 12           |
| 2011.  | 30          | 14     | 18     | 5             | -       | 16           |
| 2012.  | 11          | 11     | 12     | 13            | -       | 2            |
| 2013.  | 25          | 39     | 32     | 8             | 17      | 5            |